# Виноградова, Лилия Игоревна
Ли́лия И́горевна Виногра́дова (род. 17 февраля 1968, Москва) — советская и российская поэтесса, певица, автор многочисленных текстов песен российских и зарубежных популярных исполнителей, постоянный соавтор Дмитрия Маликова, Игоря Крутого и других известных композиторов.

## Биография
Родилась 17 февраля 1968 года в Москве.
Дочь известной радиожурналистки Дианы Берлин.
Пела в Большом детском хоре Государственного телевидения и Всесоюзного радио под управлением Виктора Попова. Училась во французской спецшколе № 2 им. Ромена Роллана, в школе рабочей молодёжи № 127. Окончила историко-теоретико-композиторское отделение ГМУ им. Гнесиных, Литературный институт им. Горького отделение поэзии (семинар Е. М. Винокурова), в 2002 году защитила докторат в Миланском Государственном Университете (факультет современных иностранных языков и литературы, специализация русская и французская литература Второй половины XX века, защитилась по теме эссеистики Иосифа Бродского). Работала синхронным переводчиком, открыла собственное агентство переводов.
С 1989 года проживает в Италии на озере Комо.

## Личная жизнь
Дочь Николь (1998 года рождения).

## Публикации и проекты
Публиковалась в советской и российской периодике (журналы «Юность», «Смена», «Работница», «Московский комсомолец», «Литературная газета» и другие издания), альманахах «Истоки», «Латинский квартал», «Настоящее время» и др.
Автор поэтических сборников «Маленькая хозяйка большого сада», «Живая ртуть» (Вагриус), «La sopravvivenza» (Pulcino e elefante), «Те и другие берега» (Время).
Перевела с итальянского языка и подготовила к публикации в Москве книги О. Фаллачи «Ярость и гордость» (Вагриус) и А. Фаббри «Мухи в Голливуде» (Столица).
В 2003 году в издательстве «Вагриус» вышел второй сборник стихов Лилии Виноградовой «Живая ртуть» с предисловием Евгения Рейна: «По жилам этих стихов струится подлинная лирическая кровь. Мир поэта напряженно трагичен и — парадоксально в этой ситуации — максимально естественен. Стихи Лилии Виноградовой опираются на исповедальные традиции, исторически свойственные русской литературе… всякая строка в них говорит и отвечает сама за себя. Здесь присутствует и таинство исповеди, и голос античной сивиллы…»
Автор текстов и поэтических интродукций на итальянском, французском и русском языках в проекте — двойной альбом и музыкальный спектакль — «Дежавю» (проект совместно с композитором Игорем Крутым и оперным певцом Дмитрием Хворостовским). Премьера проекта состоялась в ноябре 2009 года.
Продолжила сотрудничество с композитором Игорем Крутым, написав тексты на итальянском, французском и английском языках для альбома «La Luce» в исполнении мировой оперной дивы Чо Суми (2012).
Автор текстов на итальянском, французском, английском и русском языках на музыку Игоря Крутого в альбоме «Romanza» в исполнении Анны Нетребко и Юсифа Эйвазова (2017).
Автор русского либретто детской оперы Ганса Красы «Брундибар», поставленной в Москве, Санкт-Петербурге, Волгограде, Владикавказе, Южно-Сахалинске, Таллине. Работа Лилии Виноградовой высоко оценена правообладателями — нотное издательство Boosey & Hawkes Music Publishers Limited признало перевод её авторства официальным русским либретто чешской оперы «Брундибар».
Автор и ведущая цикла радиопередач «Концертмейстер. Мастер концерта» на радио Орфей.
Ведущая цикла телевизионных программ «Россия. Далее везде» на телеканале ОТР.
С пятнадцатилетнего возраста по сегодняшний день продолжает писать тексты песен для многих популярных исполнителей.

## Признание и награды
- Обладатель бронзовой короны и звания Герольдина поэзии Турнира русской поэзии за рубежом «Пушкин в Британии», Лондон.
- Многократный лауреат фестиваля «Песня года».
- Лауреат премии «Бродский на Искье» 2016 года.[2]